# Südlicher Reichswald
Als Südlicher Reichswald wird seit neuerer Zeit das südlich des Lorenzer Reichswaldes und südöstlich von Nürnberg gelegene, geschlossene Waldgebiet bezeichnet. 
Es bedeckt eine Fläche von ca. 10.000 Hektar und erstreckt sich von der Schwarzach im Norden bis zum Rothsee im Süden; von der Rednitz bzw. mehreren Gemeinden im Westen bis zu den Gemeinden Burgthann und Mimberg im Osten. Darüber hinaus zieht sich die Waldfläche östlich bis in die Oberpfalz hinein.
Die Erweiterung des historischen Begriffes Nürnberger Reichswald wird als sinnvoll erachtet, da diese Waldflächen mit dem Lorenzer Wald eine geologische, geographische und forstbotanische Einheit bilden.
Im Jahr 2000 wies der Regionale Planungsverband der Industrieregion Mittelfranken den „Südlichen Reichswald“ als Bannwald aus (PIM 2000).
Zu diesem Wald gehören:
- Waldgebiete um Sperberslohe, Harrlach und Brunnau
- Dürrenhembacher Wald (um Dürrenhembach bei Wendelstein)
- Schwander Soos (Märzenbecherwald)
- Rother Stadtwald
- Vogelherd
- Harmer Buck